# Выборгский военный госпиталь
Выборгский военный госпиталь — военный госпиталь в Выборге, расположенный в Петровском микрорайоне (фин. Neitsytniemi) на Госпитальной улице рядом с Пожарной площадью.

## История

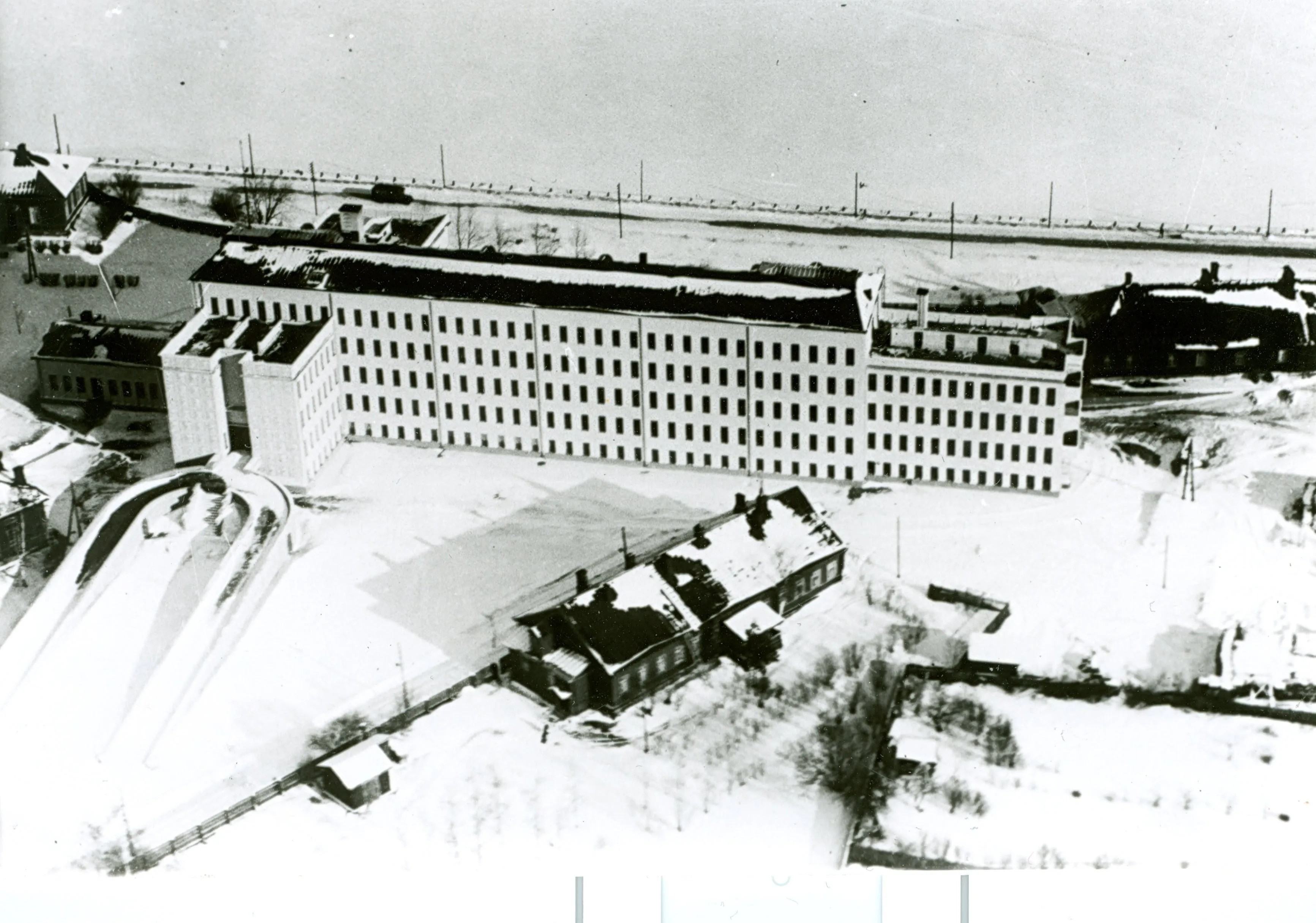
Вид на здание госпиталя с высоты птичьего полёта

Первое упоминание о госпитале в районе Neitsytniemi, где базировались русские военные гарнизоны, датируются концом XVIII века. Он располагался в деревянных зданиях, которые за время их эксплуатации изрядно обветшали.
В 1840-х годах проведено строительство новых корпусов гарнизонного госпиталя по проекту архитектора Инженерного департамента Военного министерства Российской империи П. И. Таманского. В 1845 году на его территории был построен храм святых Петра и Павла (в настоящее время полуразрушен). После обретения Финляндией независимости в 1917 году госпиталь перешёл в ведение финскому Министерству обороны, и уже в июне 1918 при содействии мэра города Магнуса Гадда учреждение возобновило работу. В 1930 году в госпитале была 401 палата, из них 77 хирургических, 29 офтальмологических, 50 оториноларингологических и 50 ортопедических, а также 100 коек в кожно-венерологических отделениях.
В 1931 году по проекту архитекторов Т. Эловаары, Э. Борг и О. Сальбома был возведён новый корпус, вмещавший 183 койки. Фасады рядом с главным входом были покрыты изображениями львов. К началу Зимней войны госпиталь мог вместить 530 больных.
В период Зимней войны госпиталь активно функционировал, а после её завершения персонал, оборудование и больные были эвакуированы в Миккели. В июле-августе 1940 года на базе народной гимназии Лахти и спортивного училища Виерумяки госпиталь возобновил свою работу в Выборге. После вторжения советских войск в 1944 году, по словам очевидцев, здания госпиталя были переполнены ранеными солдатами и мирными жителями. Вскоре учреждение перевели в Лахти.
С 1944 и по настоящее время здание продолжает использоваться как военный госпиталь.